# Serra-di-Scopamène
 Serra-di-Scopamène  là một xã của tỉnh Corse-du-Sud, thuộc vùng Corse, trên đảo Corse ở Pháp.